# Volta a Àustria 2016
La Volta a Àustria 2016, 68a edició de la Volta a Àustria, es disputà entre el 2 i el 9 de juliol de 2016 sobre un recorregut de 1.287,6 km distribuïts en vuit etapes. La cursa formava part del calendari de l'UCI Europa Tour 2016, amb una categoria 2.HC.
El vencedor final fou el txec Jan Hirt (CCC Sprandi Polkowice), que va aconseguir el liderat després de guanyar en solitari la quarta etapa. En segona posició finalitzà Guillaume Martin (Wanty-Groupe Gobert) i completà el podi Patrick Schelling (Team Vorarlberg).

## Equips
L'organització convidà a prendre part en la cursa a un equip World Tour, deu equips continentals professionals i vuit equips continentals:
- equips World Tour: Astana Qazaqstan Team
- equips continentals professionals: Bardiani CSF, CCC Sprandi Polkowice, Cofidis, Delko-Marseille, Drapac, Gazprom-RusVelo, Roompot Oranje Peloton, Team Roth, Stölting Service Group, Wanty-Groupe Gobert
- equips continentals: Adria Mobil, Amplatz-BMC, Felbermayr Simplon Wels, Hrinkow Advarics Cycleang, Team Tirol, Team Vorarlberg, Wibatech Fuji, WSA-Greenlife

## Etapes
| Etapa    | Data     | Ciutats d'etapa              | type              | Distància (km) | Vencedor de l'etapa | Líder de la general |
| -------- | -------- | ---------------------------- | ----------------- | -------------- | ------------------- | ------------------- |
| Pròleg   | 2 de jul |                              | cronoescalada     | 0,6            | William Clarke      | William Clarke      |
| 1a etapa | 3 de jul | Innsbruck – Salzburg         | etapa plana       | 186,2          | Nicola Ruffoni      | Nicola Ruffoni      |
| 2a etapa | 4 de jul | Mondsee – Steyr              | etapa plana       | 194,3          | Clément Venturini   | Andrea Pasqualon    |
| 3a etapa | 5 de jul | Ardagger – Sonntagberg       | etapa accidentada | 181,3          | Brendan Canty       | Markus Eibegger     |
| 4a etapa | 6 de jul | Rottenmann – Edelweißspitze  | etapa de muntanya | 183            | Jan Hirt            | Jan Hirt            |
| 5a etapa | 7 de jul | Millstatt am See – Dobratsch | etapa de muntanya | 147,3          | Simone Sterbini     | Jan Hirt            |
| 6a etapa | 8 de jul | Graz – Stegersbach           | etapa accidentada | 203,9          | Nicola Ruffoni      | Jan Hirt            |
| 7a etapa | 9 de jul | Bad Tatzmannsdorf – Viena    | etapa accidentada | 179,8          | Frederik Backaert   | Jan Hirt            |

## Desenvolupament de la cursa

### Pròleg
| \| Classificació de l'etapa \| Classificació de l'etapa \| Classificació de l'etapa \| Classificació de l'etapa \| Classificació de l'etapa \| \| Corredor \| Corredor \| Equip \| Temps \| \| \| ------------------------ \| ------------------------ \| --------------------------- \| ------------------------ \| ------------------------ \| \| 1r \| William Clarke \| Drapac Professional Cycling \| 1' 10" \| \| \| 2n \| Lukas Schlemmer \| WSA-Greenlife \| + 1" \| \| \| 3r \| Sylwester Janiszewski \| Wibatech Fuji \| + 1" \| \| \| 4t \| Nicola Ruffoni \| Bardiani CSF \| + 2" \| \| \| 5è \| Arman Kamixev \| Astana \| + 3" \| \| |                       |                             |        |
| |                       |                             |        |
| Font: ProCyclingStats |                       |                             |        |
| Classificació de l'etapa |                       |                             |        |
| Corredor | Corredor              | Equip                       | Temps  |
| 1r | William Clarke        | Drapac Professional Cycling | 1' 10" |
| 2n | Lukas Schlemmer       | WSA-Greenlife               | + 1"   |
| 3r | Sylwester Janiszewski | Wibatech Fuji               | + 1"   |
| 4t | Nicola Ruffoni        | Bardiani CSF                | + 2"   |
| 5è | Arman Kamixev         | Astana                      | + 3"   |

| \| Classificació general \| Classificació general \| Classificació general \| Classificació general \| Classificació general \| \| Corredor \| Corredor \| Equip \| Temps \| \| \| --------------------- \| --------------------- \| --------------------------- \| --------------------- \| --------------------- \| \| 1r \| William Clarke \| Drapac Professional Cycling \| 1' 10" \| \| \| 2n \| Lukas Schlemmer \| WSA-Greenlife \| + 1" \| \| \| 3r \| Sylwester Janiszewski \| Wibatech Fuji \| + 1" \| \| \| 4t \| Nicola Ruffoni \| Bardiani CSF \| + 2" \| \| \| 5è \| Arman Kamixev \| Astana \| + 3" \| \| |                       |                             |        |
| |                       |                             |        |
| Font: ProCyclingStats |                       |                             |        |
| Classificació general |                       |                             |        |
| Corredor | Corredor              | Equip                       | Temps  |
| 1r | William Clarke        | Drapac Professional Cycling | 1' 10" |
| 2n | Lukas Schlemmer       | WSA-Greenlife               | + 1"   |
| 3r | Sylwester Janiszewski | Wibatech Fuji               | + 1"   |
| 4t | Nicola Ruffoni        | Bardiani CSF                | + 2"   |
| 5è | Arman Kamixev         | Astana                      | + 3"   |

### 1a etapa
| \| Classificació de l'etapa \| Classificació de l'etapa \| Classificació de l'etapa \| Classificació de l'etapa \| Classificació de l'etapa \| \| Corredor \| Corredor \| Equip \| Temps \| \| \| ------------------------ \| ------------------------ \| ---------------------------- \| ------------------------ \| ------------------------ \| \| 1r \| Nicola Ruffoni \| Bardiani CSF \| 4h 00' 51" \| \| \| 2n \| Andrea Pasqualon \| Roth \| + 0" \| \| \| 3r \| Yannick Martinez \| Delko-Marseille Provence-KTM \| + 0" \| \| \| 4t \| Clément Venturini \| Cofidis, Solutions Crédits \| + 0" \| \| \| 5è \| Daniel Auer \| Felbermayr Simplon Wels \| + 0" \| \| |                   |                              |            |
| |                   |                              |            |
| Font: ProCyclingStats |                   |                              |            |
| Classificació de l'etapa |                   |                              |            |
| Corredor | Corredor          | Equip                        | Temps      |
| 1r | Nicola Ruffoni    | Bardiani CSF                 | 4h 00' 51" |
| 2n | Andrea Pasqualon  | Roth                         | + 0"       |
| 3r | Yannick Martinez  | Delko-Marseille Provence-KTM | + 0"       |
| 4t | Clément Venturini | Cofidis, Solutions Crédits   | + 0"       |
| 5è | Daniel Auer       | Felbermayr Simplon Wels      | + 0"       |

| \| Classificació general \| Classificació general \| Classificació general \| Classificació general \| Classificació general \| \| Corredor \| Corredor \| Equip \| Temps \| \| \| --------------------- \| --------------------- \| --------------------------- \| --------------------- \| --------------------- \| \| 1r \| Nicola Ruffoni \| Bardiani CSF \| 4h 01' 54" \| \| \| 2n \| Andrea Pasqualon \| Roth \| + 5" \| \| \| 3r \| William Clarke \| Drapac Professional Cycling \| + 7" \| \| \| 4t \| Lukas Schlemmer \| WSA-Greenlife \| + 8" \| \| \| 5è \| Sylwester Janiszewski \| Wibatech Fuji \| + 9" \| \| |                       |                             |            |
| |                       |                             |            |
| Font: ProCyclingStats |                       |                             |            |
| Classificació general |                       |                             |            |
| Corredor | Corredor              | Equip                       | Temps      |
| 1r | Nicola Ruffoni        | Bardiani CSF                | 4h 01' 54" |
| 2n | Andrea Pasqualon      | Roth                        | + 5"       |
| 3r | William Clarke        | Drapac Professional Cycling | + 7"       |
| 4t | Lukas Schlemmer       | WSA-Greenlife               | + 8"       |
| 5è | Sylwester Janiszewski | Wibatech Fuji               | + 9"       |

### 2a etapa
| \| Classificació de l'etapa \| Classificació de l'etapa \| Classificació de l'etapa \| Classificació de l'etapa \| Classificació de l'etapa \| \| Corredor \| Corredor \| Equip \| Temps \| \| \| ------------------------ \| ------------------------ \| ---------------------------- \| ------------------------ \| ------------------------ \| \| 1r \| Clément Venturini \| Cofidis, Solutions Crédits \| 4h 48' 25" \| \| \| 2n \| Andrea Pasqualon \| Roth \| + 0" \| \| \| 3r \| Sjoerd van Ginneken \| Roompot-Oranje Peloton \| + 0" \| \| \| 4t \| Frederik Backaert \| Wanty-Groupe Gobert \| + 0" \| \| \| 5è \| Delio Fernández Cruz \| Delko-Marseille Provence-KTM \| + 0" \| \| |                      |                              |            |
| |                      |                              |            |
| Font: ProCyclingStats |                      |                              |            |
| Classificació de l'etapa |                      |                              |            |
| Corredor | Corredor             | Equip                        | Temps      |
| 1r | Clément Venturini    | Cofidis, Solutions Crédits   | 4h 48' 25" |
| 2n | Andrea Pasqualon     | Roth                         | + 0"       |
| 3r | Sjoerd van Ginneken  | Roompot-Oranje Peloton       | + 0"       |
| 4t | Frederik Backaert    | Wanty-Groupe Gobert          | + 0"       |
| 5è | Delio Fernández Cruz | Delko-Marseille Provence-KTM | + 0"       |

| \| Classificació general \| Classificació general \| Classificació general \| Classificació general \| Classificació general \| \| Corredor \| Corredor \| Equip \| Temps \| \| \| --------------------- \| --------------------- \| ---------------------------- \| --------------------- \| --------------------- \| \| 1r \| Andrea Pasqualon \| Roth \| 8h 50' 18" \| \| \| 2n \| Clément Venturini \| Cofidis, Solutions Crédits \| + 4" \| \| \| 3r \| Sylwester Janiszewski \| Wibatech Fuji \| + 10" \| \| \| 4t \| Quentin Pacher \| Delko-Marseille Provence-KTM \| + 10" \| \| \| 5è \| Arman Kamixev \| Astana \| + 12" \| \| |                       |                              |            |
| |                       |                              |            |
| Font: ProCyclingStats |                       |                              |            |
| Classificació general |                       |                              |            |
| Corredor | Corredor              | Equip                        | Temps      |
| 1r | Andrea Pasqualon      | Roth                         | 8h 50' 18" |
| 2n | Clément Venturini     | Cofidis, Solutions Crédits   | + 4"       |
| 3r | Sylwester Janiszewski | Wibatech Fuji                | + 10"      |
| 4t | Quentin Pacher        | Delko-Marseille Provence-KTM | + 10"      |
| 5è | Arman Kamixev         | Astana                       | + 12"      |

### 3a etapa
| \| Classificació de l'etapa \| Classificació de l'etapa \| Classificació de l'etapa \| Classificació de l'etapa \| Classificació de l'etapa \| \| Corredor \| Corredor \| Equip \| Temps \| \| \| ------------------------ \| ------------------------ \| --------------------------- \| ------------------------ \| ------------------------ \| \| 1r \| Brendan Canty \| Drapac Professional Cycling \| 4h 59' 20" \| \| \| 2n \| Markus Eibegger \| Felbermayr Simplon Wels \| + 11" \| \| \| 3r \| Marek Rutkiewicz \| Wibatech Fuji \| + 17" \| \| \| 4t \| Hermann Pernsteiner \| Amplatz-BMC \| + 17" \| \| \| 5è \| Guillaume Martin \| Wanty-Groupe Gobert \| + 17" \| \| |                     |                             |            |
| |                     |                             |            |
| Font: ProCyclingStats |                     |                             |            |
| Classificació de l'etapa |                     |                             |            |
| Corredor | Corredor            | Equip                       | Temps      |
| 1r | Brendan Canty       | Drapac Professional Cycling | 4h 59' 20" |
| 2n | Markus Eibegger     | Felbermayr Simplon Wels     | + 11"      |
| 3r | Marek Rutkiewicz    | Wibatech Fuji               | + 17"      |
| 4t | Hermann Pernsteiner | Amplatz-BMC                 | + 17"      |
| 5è | Guillaume Martin    | Wanty-Groupe Gobert         | + 17"      |

| \| Classificació general \| Classificació general \| Classificació general \| Classificació general \| Classificació general \| \| Corredor \| Corredor \| Equip \| Temps \| \| \| --------------------- \| --------------------- \| --------------------------- \| --------------------- \| --------------------- \| \| 1r \| Markus Eibegger \| Felbermayr Simplon Wels \| 13h 49' 58" \| \| \| 2n \| Brendan Canty \| Drapac Professional Cycling \| + 4" \| \| \| 3r \| Marek Rutkiewicz \| Wibatech Fuji \| + 13" \| \| \| 4t \| Guillaume Martin \| Wanty-Groupe Gobert \| + 17" \| \| \| 5è \| Patrick Schelling \| Team Vorarlberg \| + 23" \| \| |                   |                             |             |
| |                   |                             |             |
| Font: ProCyclingStats |                   |                             |             |
| Classificació general |                   |                             |             |
| Corredor | Corredor          | Equip                       | Temps       |
| 1r | Markus Eibegger   | Felbermayr Simplon Wels     | 13h 49' 58" |
| 2n | Brendan Canty     | Drapac Professional Cycling | + 4"        |
| 3r | Marek Rutkiewicz  | Wibatech Fuji               | + 13"       |
| 4t | Guillaume Martin  | Wanty-Groupe Gobert         | + 17"       |
| 5è | Patrick Schelling | Team Vorarlberg             | + 23"       |

### 4a etapa
| \| Classificació de l'etapa \| Classificació de l'etapa \| Classificació de l'etapa \| Classificació de l'etapa \| Classificació de l'etapa \| \| Corredor \| Corredor \| Equip \| Temps \| \| \| ------------------------ \| ------------------------ \| ---------------------------- \| ------------------------ \| ------------------------ \| \| 1r \| Jan Hirt \| CCC Sprandi Polkowice \| 5h 17' 23" \| \| \| 2n \| David Belda García \| Roth \| + 43" \| \| \| 3r \| Guillaume Martin \| Wanty-Groupe Gobert \| + 1' 18" \| \| \| 4t \| Patrick Schelling \| Team Vorarlberg \| + 1' 20" \| \| \| 5è \| Delio Fernández Cruz \| Delko-Marseille Provence-KTM \| + 1' 20" \| \| |                      |                              |            |
| |                      |                              |            |
| Font: ProCyclingStats |                      |                              |            |
| Classificació de l'etapa |                      |                              |            |
| Corredor | Corredor             | Equip                        | Temps      |
| 1r | Jan Hirt             | CCC Sprandi Polkowice        | 5h 17' 23" |
| 2n | David Belda García   | Roth                         | + 43"      |
| 3r | Guillaume Martin     | Wanty-Groupe Gobert          | + 1' 18"   |
| 4t | Patrick Schelling    | Team Vorarlberg              | + 1' 20"   |
| 5è | Delio Fernández Cruz | Delko-Marseille Provence-KTM | + 1' 20"   |

| \| Classificació general \| Classificació general \| Classificació general \| Classificació general \| Classificació general \| \| Corredor \| Corredor \| Equip \| Temps \| \| \| --------------------- \| --------------------- \| ---------------------------- \| --------------------- \| --------------------- \| \| 1r \| Jan Hirt \| CCC Sprandi Polkowice \| 19h 07' 35" \| \| \| 2n \| Guillaume Martin \| Wanty-Groupe Gobert \| + 1' 17" \| \| \| 3r \| Patrick Schelling \| Team Vorarlberg \| + 1' 29" \| \| \| 4t \| Delio Fernández Cruz \| Delko-Marseille Provence-KTM \| + 1' 33" \| \| \| 5è \| Stéphane Rossetto \| Cofidis, Solutions Crédits \| + 1' 49" \| \| |                      |                              |             |
| |                      |                              |             |
| Font: ProCyclingStats |                      |                              |             |
| Classificació general |                      |                              |             |
| Corredor | Corredor             | Equip                        | Temps       |
| 1r | Jan Hirt             | CCC Sprandi Polkowice        | 19h 07' 35" |
| 2n | Guillaume Martin     | Wanty-Groupe Gobert          | + 1' 17"    |
| 3r | Patrick Schelling    | Team Vorarlberg              | + 1' 29"    |
| 4t | Delio Fernández Cruz | Delko-Marseille Provence-KTM | + 1' 33"    |
| 5è | Stéphane Rossetto    | Cofidis, Solutions Crédits   | + 1' 49"    |

### 5a etapa
| \| Classificació de l'etapa \| Classificació de l'etapa \| Classificació de l'etapa \| Classificació de l'etapa \| Classificació de l'etapa \| \| Corredor \| Corredor \| Equip \| Temps \| \| \| ------------------------ \| ------------------------ \| ---------------------------- \| ------------------------ \| ------------------------ \| \| 1r \| Simone Sterbini \| Bardiani CSF \| 3h 36' 43" \| \| \| 2n \| David Belda García \| Roth \| + 2' 02" \| \| \| 3r \| Markus Eibegger \| Felbermayr Simplon Wels \| + 2' 06" \| \| \| 4t \| Delio Fernández Cruz \| Delko-Marseille Provence-KTM \| + 2' 12" \| \| \| 5è \| Guillaume Martin \| Wanty-Groupe Gobert \| + 2' 12" \| \| |                      |                              |            |
| |                      |                              |            |
| Font: ProCyclingStats |                      |                              |            |
| Classificació de l'etapa |                      |                              |            |
| Corredor | Corredor             | Equip                        | Temps      |
| 1r | Simone Sterbini      | Bardiani CSF                 | 3h 36' 43" |
| 2n | David Belda García   | Roth                         | + 2' 02"   |
| 3r | Markus Eibegger      | Felbermayr Simplon Wels      | + 2' 06"   |
| 4t | Delio Fernández Cruz | Delko-Marseille Provence-KTM | + 2' 12"   |
| 5è | Guillaume Martin     | Wanty-Groupe Gobert          | + 2' 12"   |

| \| Classificació general \| Classificació general \| Classificació general \| Classificació general \| Classificació general \| \| Corredor \| Corredor \| Equip \| Temps \| \| \| --------------------- \| --------------------- \| ---------------------------- \| --------------------- \| --------------------- \| \| 1r \| Jan Hirt \| CCC Sprandi Polkowice \| 22h 46' 30" \| \| \| 2n \| Guillaume Martin \| Wanty-Groupe Gobert \| + 1' 17" \| \| \| 3r \| Patrick Schelling \| Team Vorarlberg \| + 1' 29" \| \| \| 4t \| Delio Fernández Cruz \| Delko-Marseille Provence-KTM \| + 1' 33" \| \| \| 5è \| Stéphane Rossetto \| Cofidis, Solutions Crédits \| + 1' 49" \| \| |                      |                              |             |
| |                      |                              |             |
| Font: ProCyclingStats |                      |                              |             |
| Classificació general |                      |                              |             |
| Corredor | Corredor             | Equip                        | Temps       |
| 1r | Jan Hirt             | CCC Sprandi Polkowice        | 22h 46' 30" |
| 2n | Guillaume Martin     | Wanty-Groupe Gobert          | + 1' 17"    |
| 3r | Patrick Schelling    | Team Vorarlberg              | + 1' 29"    |
| 4t | Delio Fernández Cruz | Delko-Marseille Provence-KTM | + 1' 33"    |
| 5è | Stéphane Rossetto    | Cofidis, Solutions Crédits   | + 1' 49"    |

### 6a etapa
| \| Classificació de l'etapa \| Classificació de l'etapa \| Classificació de l'etapa \| Classificació de l'etapa \| Classificació de l'etapa \| \| Corredor \| Corredor \| Equip \| Temps \| \| \| ------------------------ \| ------------------------ \| -------------------------- \| ------------------------ \| ------------------------ \| \| 1r \| Nicola Ruffoni \| Bardiani CSF \| 4h 41' 51" \| \| \| 2n \| Daniel Auer \| Felbermayr Simplon Wels \| + 0" \| \| \| 3r \| Sylwester Janiszewski \| Wibatech Fuji \| + 0" \| \| \| 4t \| Sjoerd van Ginneken \| Roompot-Oranje Peloton \| + 0" \| \| \| 5è \| Anthony Turgis \| Cofidis, Solutions Crédits \| + 0" \| \| |                       |                            |            |
| |                       |                            |            |
| Font: ProCyclingStats |                       |                            |            |
| Classificació de l'etapa |                       |                            |            |
| Corredor | Corredor              | Equip                      | Temps      |
| 1r | Nicola Ruffoni        | Bardiani CSF               | 4h 41' 51" |
| 2n | Daniel Auer           | Felbermayr Simplon Wels    | + 0"       |
| 3r | Sylwester Janiszewski | Wibatech Fuji              | + 0"       |
| 4t | Sjoerd van Ginneken   | Roompot-Oranje Peloton     | + 0"       |
| 5è | Anthony Turgis        | Cofidis, Solutions Crédits | + 0"       |

| \| Classificació general \| Classificació general \| Classificació general \| Classificació general \| Classificació general \| \| Corredor \| Corredor \| Equip \| Temps \| \| \| --------------------- \| --------------------- \| ---------------------------- \| --------------------- \| --------------------- \| \| 1r \| Jan Hirt \| CCC Sprandi Polkowice \| 27h 28' 21" \| \| \| 2n \| Guillaume Martin \| Wanty-Groupe Gobert \| + 1' 17" \| \| \| 3r \| Patrick Schelling \| Team Vorarlberg \| + 1' 29" \| \| \| 4t \| Delio Fernández Cruz \| Delko-Marseille Provence-KTM \| + 1' 31" \| \| \| 5è \| Stéphane Rossetto \| Cofidis, Solutions Crédits \| + 1' 49" \| \| |                      |                              |             |
| |                      |                              |             |
| Font: ProCyclingStats |                      |                              |             |
| Classificació general |                      |                              |             |
| Corredor | Corredor             | Equip                        | Temps       |
| 1r | Jan Hirt             | CCC Sprandi Polkowice        | 27h 28' 21" |
| 2n | Guillaume Martin     | Wanty-Groupe Gobert          | + 1' 17"    |
| 3r | Patrick Schelling    | Team Vorarlberg              | + 1' 29"    |
| 4t | Delio Fernández Cruz | Delko-Marseille Provence-KTM | + 1' 31"    |
| 5è | Stéphane Rossetto    | Cofidis, Solutions Crédits   | + 1' 49"    |

### 7a etapa
| \| Classificació de l'etapa \| Classificació de l'etapa \| Classificació de l'etapa \| Classificació de l'etapa \| Classificació de l'etapa \| \| Corredor \| Corredor \| Equip \| Temps \| \| \| ------------------------ \| ------------------------ \| ---------------------------- \| ------------------------ \| ------------------------ \| \| 1r \| Frederik Backaert \| Wanty-Groupe Gobert \| 3h 23' 34" \| \| \| 2n \| Markus Eibegger \| Felbermayr Simplon Wels \| + 9" \| \| \| 3r \| David Belda García \| Roth \| + 14" \| \| \| 4t \| Delio Fernández Cruz \| Delko-Marseille Provence-KTM \| + 14" \| \| \| 5è \| Clemens Fankhauser \| Tirol Cycling Team \| + 14" \| \| |                      |                              |            |
| |                      |                              |            |
| Font: ProCyclingStats |                      |                              |            |
| Classificació de l'etapa |                      |                              |            |
| Corredor | Corredor             | Equip                        | Temps      |
| 1r | Frederik Backaert    | Wanty-Groupe Gobert          | 3h 23' 34" |
| 2n | Markus Eibegger      | Felbermayr Simplon Wels      | + 9"       |
| 3r | David Belda García   | Roth                         | + 14"      |
| 4t | Delio Fernández Cruz | Delko-Marseille Provence-KTM | + 14"      |
| 5è | Clemens Fankhauser   | Tirol Cycling Team           | + 14"      |

## Classificació final
|    | Ciclista                  | Equip                   | Temps       |
| -- | ------------------------- | ----------------------- | ----------- |
| 1  | Jan Hirt (CZE)            | CCC Sprandi Polkowice   | 30h 52' 09" |
| 2  | Guillaume Martin (FRA)    | Wanty-Groupe Gobert     | + 1' 17"    |
| 3  | Patrick Schelling (SUI)   | Team Vorarlberg         | + 1' 29"    |
| 4  | Delio Fernández (ESP)     | Delko-Marseille         | + 1' 31"    |
| 5  | Stéphane Rossetto (FRA)   | Cofidis                 | + 1' 49"    |
| 6  | Hermann Pernsteiner (AUT) | Amplatz-BMC             | + 2' 21"    |
| 7  | Markus Eibegger (AUT)     | Felbermayr Simplon Wels | + 3' 21"    |
| 8  | Brendan Canty (AUS)       | Drapac                  | + 3' 28"    |
| 9  | David Belda (ESP)         | Team Roth               | + 3' 46"    |
| 10 | Marco Minnaard (NED)      | Wanty-Groupe Gobert     | + 4' 19"    |

## Evolució de les classificacions
| Etapa | Vencedor          | Classificació general Führungstrikot | Classificació de la muntanya Bergtrikot | Classificació per punts Punktetrikot | Millor austríac bester Österreicher | Classificació per equips |
| ----- | ----------------- | ------------------------------------ | --------------------------------------- | ------------------------------------ | ----------------------------------- | ------------------------ |
| P     | William Clarke    | William Clarke                       | William Clarke                          | no entregat                          | Lukas Schlemmer                     | Astana Qazaqstan Team    |
| 1     | Nicola Ruffoni    | Nicola Ruffoni                       | Alessandro Vanotti                      | Nicola Ruffoni                       | Lukas Schlemmer                     | Astana Qazaqstan Team    |
| 2     | Clément Venturini | Andrea Pasqualon                     | Jacek Morajko                           | Andrea Pasqualon                     | Clemens Fankhauser                  | Astana Qazaqstan Team    |
| 3     | Brendan Canty     | Markus Eibegger                      | Alessandro Vanotti                      | Andrea Pasqualon                     | Markus Eibegger                     | CCC Sprandi Polkowice    |
| 4     | Jan Hirt          | Jan Hirt                             | Alessandro Vanotti                      | Andrea Pasqualon                     | Hermann Pernsteiner                 | Wanty-Groupe Gobert      |
| 5     | Simone Sterbini   | Jan Hirt                             | Jan Hirt                                | Matthias Krizek                      | Hermann Pernsteiner                 | Wanty-Groupe Gobert      |
| 6     | Nicola Ruffoni    | Jan Hirt                             | Alessandro Vanotti                      | Andrea Pasqualon                     | Hermann Pernsteiner                 | Wanty-Groupe Gobert      |
| 7     | Frederik Backaert | Jan Hirt                             | Alessandro Vanotti                      | Frederik Backaert                    | Hermann Pernsteiner                 | Wanty-Groupe Gobert      |
| Final | Final             | Jan Hirt                             | Alessandro Vanotti                      | Frederik Backaert                    | Hermann Pernsteiner                 | Wanty-Groupe Gobert      |